# Snooker Shoot-Out 2021

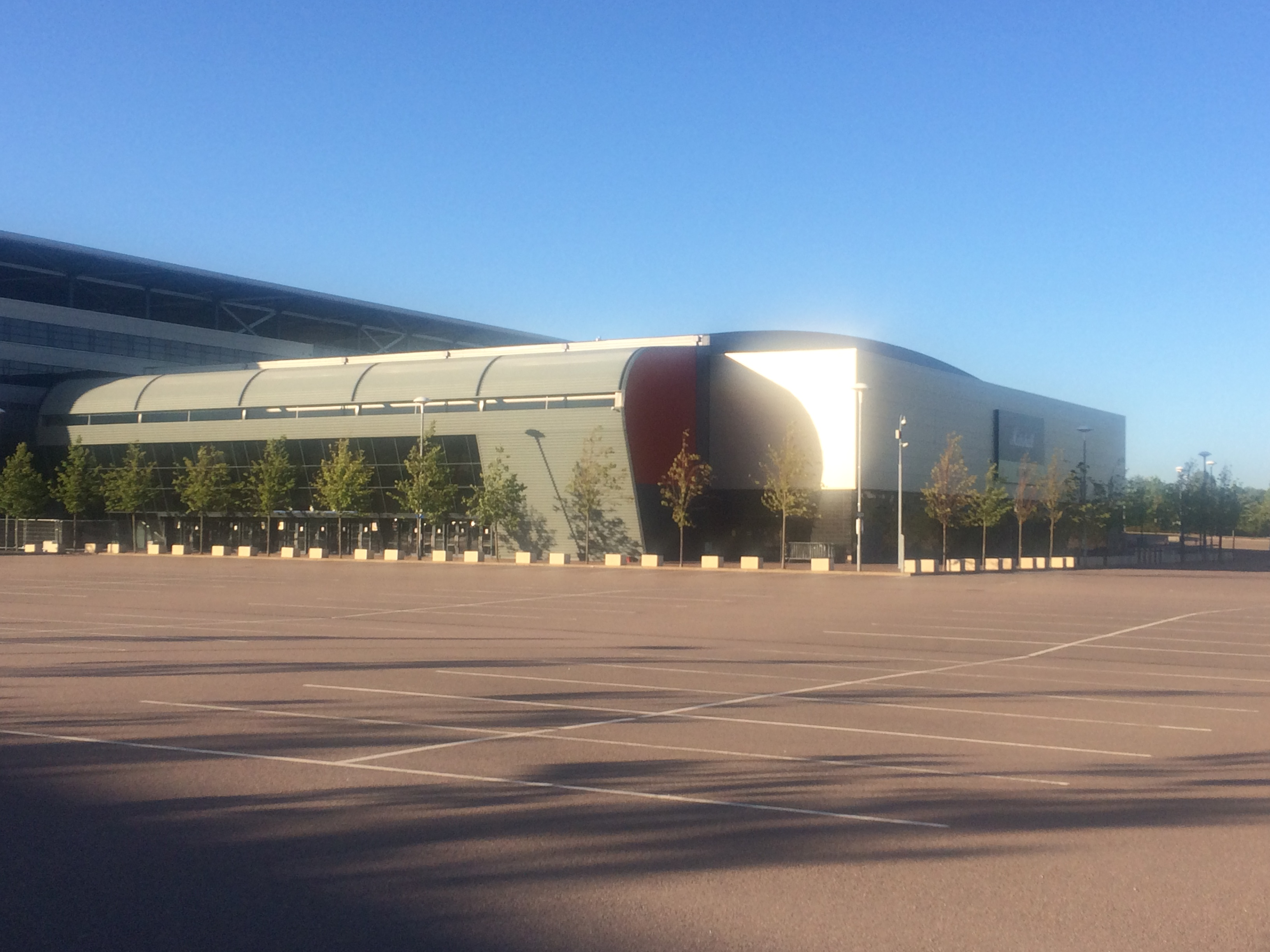
Marshall Arena de Milton Keynes

Le Snooker Shoot-Out 2021 est un tournoi de snooker de catégorie classée comptant pour la saison 2020-2021.
L'épreuve s'est tenue du 4 février 2021 au 7 février 2021 à la Marshall Arena de Milton Keynes, en Angleterre. Elle est organisée par la WPBSA et parrainée par le bookmaker BetVictor.

## Déroulement

### Contexte avant le tournoi
La règle du temps est toujours présente : chaque match dure au maximum 10 minutes, à l'issue desquelles une sirène retentit. Les joueurs disposent de 15 secondes par coup, puis de 10 secondes au bout de 5 minutes de match. Une fois le chronomètre écoulé, le joueur ayant marqué le plus de points s'impose. En cas d'égalité, ils doivent s'affronter en mort subite sur la bille bleue (à la façon des penalties).
Le tenant du titre est Michael Holt, il s'était imposé contre Zhou Yuelong en finale. 

### Faits marquants
Lors de son match du premier tour, Mark Allen réalise le break le plus élevé de l'histoire du Shoot-Out avec une contribution de 142 points.
Ryan Day remporte son troisième tournoi classé en dominant Mark Selby en finale, grâce à un break de 67 points.

## BetVictorEuropean Series
Le tournoi fait partie de la BetVictor European Series. Le sponsor décernera un bonus de 150 000 £ au joueur qui amassera le plus de points lors des six tournois éligibles.
| Joueur        | Masters d'Europe | Championnat de la ligue | Masters d'Allemagne | Shoot-Out | Open du pays de Galles | Open de Gibraltar | Total   |
| ------------- | ---------------- | ----------------------- | ------------------- | --------- | ---------------------- | ----------------- | ------- |
| Judd Trump    | 17 500           | 23 000                  | 80 000              | 0         | 0                      | 0                 | 120 500 |
| Mark Selby    | 80 000           | 8 000                   | 0                   | 20 000    | 0                      | 0                 | 108 000 |
| Ryan Day      | 3 000            | 5 000                   | 4 000               | 50 000    | 0                      | 0                 | 62 000  |
| Kyren Wilson  | 11 000           | 33 000                  | 3 000               | 0         | 0                      | 0                 | 47 000  |
| Martin Gould  | 35 000           | 6 000                   | 0                   | 1 000     | 0                      | 0                 | 42 000  |
| Jack Lisowski | 3 000            | 1 000                   | 35 000              | 0         | 0                      | 0                 | 39 000  |
| Tom Ford      | 6 000            | 5 000                   | 20 000              | 0         | 0                      | 0                 | 31 000  |
| Barry Hawkins | 4 000            | 6 000                   | 20 000              | 500       | 0                      | 0                 | 30 500  |
| Shaun Murphy  | 17 500           | 6 000                   | 4 000               | 500       | 0                      | 0                 | 28 000  |
| Ding Junhui   | 11 000           | 0                       | 10 000              | 0         | 0                      | 0                 | 21 000  |

## Dotation
La répartition des prix est la suivante :
- Vainqueur : 50 000 £
- Finaliste : 20 000 £
- Demi-finalistes : 8 000 £
- Quart de finalistes : 4 000 £
- 8es de finalistes : 2 000 £
- 16es de finalistes : 1 000 £
- 32es de finalistes : 500 £
- 1er tour : 250 £
- Meilleur break : 5 000 £

Dotation totale : 171 000 £

## Tableau

### 1ertour
4 février – Session de l'après-midi
| - Jamie Jones 1–95 Michael Holt - Steven Hallworth 34–42 Declan Lavery - David Grace 34–10 Hayden Staniland - Ken Doherty 60–15 Jamie Curtis-Barrett - Oliver Lines 1–79 Robbie Williams - Allan Taylor 51–1 Jackson Page - Rebecca Kenna 15–36 Simon Lichtenberg - Zhou Yuelong 36–35 Ian Burns | - Matthew Stevens 55–53 Fergal Quinn - Sam Craigie 48*–48 Phil O'Kane - Lee Walker 18–33 Ashley Carty - Brian Ochoiski 0–72 Eden Sharav - Dean Young 26–32 Riley Parsons - Aron Hill 1–69 Andy Hicks - Liang Wenbo 79–32 Ben Fortey - Mark Allen 142–0 Jimmy Robertson |

4 février – Session du soir
| - Paul Davies 37–58 Mark Williams - Martin O'Donnell 41–34 Ben Woollaston - Anthony Hamilton 0–82 Robert Milkins - Andrew Higginson 0–86 Mark Joyce - Luca Brecel 10–65 Shaun Murphy - Joe O'Connor 27–49 Leo Fernandez - Fraser Patrick 16–62 Gerard Greene - Michael White 30–16 Mark King | - Billy Joe Castle 31–41 Mark Selby - Farakh Ajaib 39–52 Hossein Vafaei - Duane Jones 68–18 Sean Maddocks - David Gilbert 27–24 Lei Peifan - Stuart Carrington 0–43 Connor Benzey - David Lilley 43–64 Lyu Haotian - Ian Martin 59–16 Robbie McGuigan - Rory McLeod 54–1 Stuart Bingham |

5 février – Session de l'après-midi
| - Adrian Rosa 1–41 Jimmy White - Alex Clenshaw 19–32 Noppon Saengkham - Iulian Boiko 1–96 Jordan Brown - Joshua Thomond 36–41 Barry Pinches - Ricky Walden 33–72 Xiao Guodong - Alan McManus 21–4 Fan Zhengyi - Craig Steadman 51–1 Tom Ford - Jack Lisowski 14–30 Peter Devlin | - Hamim Hussain 9–7 Peter Lines - Saqib Nasir 56–1 James Cahill - Thepchaiya Un-Nooh 96–22 Brandon Sargeant - Nigel Bond 31–30 Soheil Vahedi - Tian Pengfei 12–27 Mitchell Mann - Joe Perry 43–18 Paul Davison - Luke Pinches 23–43 Dylan Emery - Gary Wilson 15–45 Barry Hawkins |

5 février – Session du soir
| - John Higgins 16–6 Scott Donaldson - Jak Jones 11–42 Ben Hancorn - Sean Harvey 54–19 Jamie Clarke - Ryan Day 78–0 Matthew Selt - Liam Highfield 57–52 Rod Lawler - Ben Mertens 44–10 Zak Surety - Luo Honghao 13–63 Alexander Ursenbacher - Elliot Slessor 62–14 Daniel Wells | - Daniel Wormersley 1–40 Louis Heathcote - Jamie O'Neill 14–52 Kuldesh Johal - Haydon Pinhey 34–25 Mark Davis - Sunny Akani 35–18 Dominic Dale - Martin Gould 35–1 Simon Blackwell - Jamie Wilson 91–8 Lukas Kleckers - Chris Wakelin 41–22 Oliver Brown - John Astley 63–5 Reanne Evans |

### 32esde finale
6 février – Session de l'après-midi
| - John Higgins 0–70 Thepchaiya Un-Nooh - Robert Milkins 37–0 Ben Mertens - Xiao Guodong 22–6 Robbie Williams - Noppon Saengkham 46–16 Nigel Bond - Jimmy White 12–55 Gerard Greene - Leo Fernandez 32–34 Declan Lavery - Martin O'Donnell 20–6 Simon Lichtenberg - Andy Hicks 11–27 Ian Martin | - Hossein Vafaei 16–41 Mark Williams - Eden Sharav 0–81 Liang Wenbo - Duane Jones 28–50 Hamim Hussain - Mark Joyce 20–44 Alexander Ursenbacher - Mitchell Mann 15–18 Ken Doherty - Michael White 35–34 Rory McLeod - Louis Heathcote 27–17 Sean Harvey - Matthew Stevens 52–21 Michael Holt |

6 février – Session du soir
| - Mark Allen 82–15 Dylan Emery - Alan McManus 23–58 Martin Gould - Jamie Wilson 38–53 Craig Steadman - Chris Wakelin 34–85 Joe Perry - David Gilbert 25–11 Peter Devlin - Lyu Haotian 23–6 Jordan Brown - Elliot Slessor 22–11 Sam Craigie - Saqib Nasir 15–31 Ben Hancorn | - Barry Pinches 2–16 Mark Selby - Ryan Day 33–6 Ashley Carty - Haydon Pinhey 65–24 Riley Parsons - David Grace 46–15 Kuldesh Johal - Zhou Yuelong 55–31 Barry Hawkins - Sunny Akani 48–46 John Astley - Liam Highfield 71–24 Connor Benzey - Shaun Murphy 9–38 Allan Taylor |

### 16esde finale
7 février – Session de l'après-midi
| - Matthew Stevens 10–74 Robert Milkins - Noppon Saengkham 37–27 Ken Doherty - Michael White 9–82 Louis Heathcote - Haydon Pinhey 33–37 Lyu Haotian - Hamim Hussain 0–96 Thepchaiya Un-Nooh - Joe Perry 16–43 Gerard Greene - Ian Martin 18–15 Sunny Akani - Ryan Day 75–0 Ben Hancorn | - Xiao Guodong 28–29 Mark Williams - Declan Lavery 48–26 Elliot Slessor - Martin O'Donnell 28–11 Alexander Ursenbacher - Zhou Yuelong 66–12 Martin Gould - Liang Wenbo 7–107 David Gilbert - Allan Taylor 15–46 Craig Steadman - Liam Highfield 17–58 Mark Selby - David Grace 23–37 Mark Allen |

### 8esde finale
7 février – Session du soir
| - Mark Williams 35–11 Thepchaiya Un-Nooh - Mark Selby 55–9 Declan Lavery - Martin O'Donnell 26–12 Ian Martin - Noppon Saengkham 8–72 Craig Steadman | - Robert Milkins 76–16 Lyu Haotian - Gerard Greene 2–65 Louis Heathcote - Zhou Yuelong 37–40 Ryan Day - Mark Allen 1–85 David Gilbert |

### Quarts de finale
7 février – Session du soir
| - Ryan Day 49–6 David Gilbert - Robert Milkins 21–27 Mark Selby | - Louis Heathcote 37–47 Craig Steadman - Martin O'Donnell 17–86 Mark Williams |

### Demi-finales
7 février – Session du soir
- Mark Williams 18–31  Ryan Day
- Mark Selby 43–15  Craig Steadman

### Finale
7 février – Session du soir (Arbitre :  Andy Yates)
- Mark Selby 24–67  Ryan Day

## Centuries
- 142  Mark Allen